# Fledermausdetektor

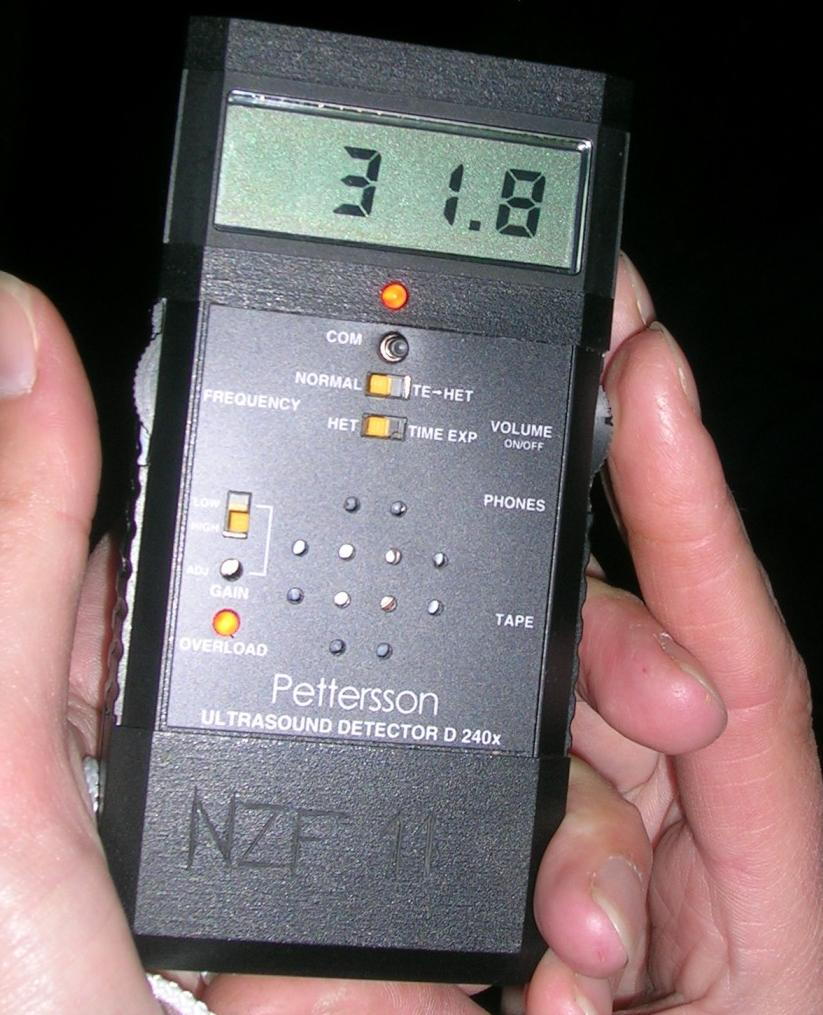
Fledermausdetektor (Signal: 31,8 kHz)

Der Fledermausdetektor ist ein elektronisches Gerät zur Umsetzung der Ultraschalllaute von Fledermäusen in für Menschen hörbare Töne. Fledermäuse senden zur Ortung von Beute, zur Orientierung oder zur Kommunikation mit Artgenossen Laute aus, die überwiegend im Ultraschallbereich liegen. Zum Aufspüren von Fledermäusen und zur besseren Artbestimmung wird der Fledermausdetektor eingesetzt. Der Einsatzbereich des Fledermausdetektors ist nicht auf die Erforschung von Fledermäusen beschränkt. Jede andere natürliche oder künstliche Ultraschallquelle im relevanten Frequenzbereich lässt sich detektieren und gegebenenfalls analysieren. Der abgedeckte Frequenzbereich eines Fledermausdetektors ist unterschiedlich. Die untere Grenze geht – je nach individuellem Hörvermögen – bis in die hörbaren Frequenzen herab. Die untere Grenze eines Fledermausdetektors liegt etwa bei 10 bis 20 kHz. Die obere Grenze eines Fledermausdetektors liegt bei 100 kHz bis hin zu etwa 250 kHz.
Die Ausführungen der Fledermausdetektoren geht von Eigenbauten über einfache Bausätze und einfachen Fertiggeräten bis hin zu professionellen High-Tech-Geräten, die mehrere tausend Euro kosten.

## Funktionseinheiten des Fledermausdetektors

### Mikrofon
Zum Einsatz kommen handelsübliche Mikrofone oder spezielle Ultraschallmikrofone. Auch Ultraschallempfänger, wie sie beispielsweise in Ultraschall-Entfernungsmessgeräten verwendet werden, sind bedingt geeignet.

### Vorverstärker
Der Vorverstärker verstärkt das schwache elektrische Signal des Mikrofons. Idealerweise ist der Vorverstärker so dimensioniert, dass er den Frequenzgang des verwendeten Mikrofons kompensiert.

### Signalumsetzung in hörbare Töne
Hier liegt die zentrale Funktionseinheit des Fledermausdetektors. Verschiedene Verfahren kommen zum Einsatz, um die für den Menschen unhörbaren Frequenzen in niedrigere Frequenzen umzusetzen.

## Grundlegende Verfahren zum Umsetzen der Signale

### Frequenzteiler

Frequenzteilerverfahren: Das Eingangssignal wird zunächst digitalisiert und dann durch einen festgelegten Faktor (hier 16) geteilt.

Das Signal wird mit einem digitalen Frequenzteiler (Synchronzähler, Asynchronzähler) durch einen ganzzahligen Faktor geteilt. Ein häufig verwendeter Teilungsfaktor ist 1:10. Ein Fledermausruf mit 40 kHz wird nach der Teilung durch 10 als Laut mit 4 kHz wiedergegeben. Ein Nachteil der einfachen Frequenzteilung ist, dass die Information über die Amplitude (Lautstärke) des Tones verloren geht. Die Amplitude des digitalen Ausgangssignales ist von der eingehenden Amplitude unabhängig. Durch eine Amplitudenmodulation des digitalen Signales mit der Hüllkurve des Eingangssignals lässt sich die Information zurückgewinnen. Ein Vorteil des Frequenzteilers ist, dass eine große Bandbreite gleichzeitig abgehört wird.
Andere gebräuchliche Teilungsfaktoren sind 1:8, 1:16 und 1:32. Das sind in der Digitaltechnik übliche Zweierpotenzen. Die Teilungsfaktoren 1:16 und 1:32 erscheinen hier sinnvoller, da sie den gesamten, interessierenden Frequenzbereich besser in den hörbaren Bereich teilen als 1:10 oder 1:8.

### Frequenzmischer

Frequenzmischverfahren: Das eingegehende Signal, ein Down-Chirp, wird mit einer festen Frequenz („LO“, 50 kHz) gemischt (Fig. A). Fig. B zeigt das resultierende Signal mit niedrigen (Differenz) und hohen (Summe) Frequenzanteilen. Die Abb. C:/D: zeigen die relativen Signalstärken in der Frequenzdarstellung.

Im Frequenzmischer wird das einkommende Signal mit einer festen Frequenz gemischt. Das daraus resultierende Signal ist eine Vielzahl von Summen- und Differenzfrequenzen, von denen nur die jeweils hörbaren wiedergegeben werden. Frequenzmischer sind im Aufbau relativ einfach zu realisieren. Auch hier wird eine große Bandbreite gleichzeitig abgehört. Die Wiedergabe ist jedoch lückenhaft. Liegt das resultierende Ausgangssignal bei sehr niedrigen Frequenzen, so ist nichts zu hören. Beispiel: Ein Fledermausruf von 41 kHz wird nach der Mischung mit 40 kHz als 1 kHz gehört Ein Fledermausruf von 40,001 kHz würde nach der Mischung als Ein-Hz-Signal wiedergegeben, wäre also nicht hörbar.

### Heterodyn-Empfänger
Im Heterodyn-Empfänger (Überlagerungsempfänger bzw. Superhet) wird das einkommende Signal mit einer einstellbaren Frequenz gemischt und anschließend gefiltert. Im „Doppel-Superhet“ sind zwei Mischstufen. Die erste mit einer einstellbaren Frequenz und die zweite mit einer festen Frequenz (Zwischenfrequenz).

Der Heterodyn-Fledermausdetektor arbeitet prinzipiell wie ein Rundfunkempfänger. Man stellt den Detektor auf eine bestimmte Frequenz ein und hört nur Rufe, die in einem schmalen Band um diese eingestellte Frequenz herum empfangen werden. In der Frequenz abweichende Rufe werden durch Filterung unterdrückt. Nur in der Frequenz nahe beieinander liegende Rufe sind gleichzeitig zu hören. Das ist mit zwei sich überschneidenden Radiosendern vergleichbar, die in einem Rundfunkempfänger zugleich zu hören sind. Der Heterodyn-Fledermausdetektor ist geeignet, die genaue Frequenz der Rufe festzustellen und damit eine Artbestimmung zu präzisieren. Für eine allgemeine Fledermausortung ist dieser weniger geeignet, da die meisten Frequenzen ausgeblendet werden. Das ist bei störenden Geräuschen (z. B. von Grillen) auch ein Vorteil.
Das Verfahren lässt sich stark vereinfachen, wenn die Mischung nach dem IQ-Verfahren vorgenommen und Mischprodukte durch die Soundkarte eines PCs weiter verarbeitet werden. Die Anzeige kann auch sofort als Spektrum angezeigt werden. Vorteilhaft ist, dass sich die Signale dauerhaft in digitaler Form speichern lassen.

### Zeitdehner
Die bisher beschriebenen Verfahren wandeln die Ultraschalllaute verzögerungsfrei um. Anders beim Zeitdehnungsverfahren. Die Laute werden permanent oder in einer Endlosschleife von einigen Sekunden aufgezeichnet und nur zum Abhören verlangsamt wiedergegeben. Das Verfahren ist technisch aufwändig, ermöglicht aber die präziseste Auswertung der aufgenommenen Rufe. Wenn die Ultraschalllaute um den Faktor zehn verlangsamt werden, so kann beim fortlaufenden Abhören natürlich nur ein Zehntel der Laufzeit der Rufe wiedergegeben werden. Dieses Verfahren eignet sich also nicht zur durchgehenden, lückenlosen Observation in „Echtzeit“.
Abhilfe schafft eine Kombination mit einem Frequenzteiler oder -Mischer, um bei Bedarf – auf Knopfdruck – eine interessante Sequenz speichern zu können. Diese ist später beliebig auswertbar. Da geeignete Speichermedien immer günstiger und leistungsfähiger wurden, sind auch mit kompakten, mobilen Zeitdehnungs-Fledermausdetektoren längere, lückenlose Aufzeichnungen möglich.

### DSP-Detektor
DSP (Digital Signal Processing, deutsch: Digitale Signalverarbeitung) stellt einen Sonderfall dar. Beim DSP wird das analoge Rufsignal digitalisiert und mit mathematischen Algorithmen so aufbereitet, dass das Ergebnis-Signal im hörbaren Bereich liegt. Theoretisch sind alle bisher beschriebenen Umsetzungsverfahren durch digitale Signalverarbeitung realisierbar.

## Verfälschung der Laute durch die Verfahren
Eine Verfälschung der Laute zur Umsetzung in den hörbaren Bereich ist zwingend, denn unverfälscht ist nur das originale Signal, das für den Menschen nicht hörbar ist. Jedes Umsetzungsverfahren verfälscht die Rufe der Fledermäuse anders. Beim Heterodyn-Detektor ist darüber hinaus die Tonhöhe der Wiedergabe von der eingestellten Frequenz abhängig. Eine Artbestimmung anhand der wiedergegebenen Laute erfordert Erfahrung. Die verzögerungsfreien Verfahren (Frequenzteiler, -Mischer und Heterodyn) geben zumindest den Rhythmus der Laute unverfälscht wieder. Das Ausgangssignal eines Frequenzteilers ohne Amplituden-Rückgewinnung wird mitunter als unangenehm empfunden.

## Aufzeichnung und Analyse der Laute
Die meisten Detektoren haben einen Ausgang zur Aufzeichnung der Signale. Insbesondere beim Zeitdehner ist dieses überaus sinnvoll, da die Lautsignale mittels geeigneter Software analysiert werden können. Hierdurch erhält man zusätzliche Möglichkeiten der Artansprache sowie Informationen über das Verhalten.
Eine Aufzeichnung im Gelände erfolgt üblicherweise auf Speicherkarten. Wichtig ist eine kompressionsfreie Aufnahme. Die Lautsignale werden dann später auf einen Computer mit Soundkarte überspielt, wobei wav-Dateien generiert werden. Neuerdings werden für die Dokumentation von Fledermäusen auch Echtzeitaufnahmesysteme eingesetzt, die mit hoher Samplerate Laute direkt auf Speicherkarte (CF, SDHC) oder Festplatte (über USB an einen Rechner angeschlossen) aufzeichnen. Diese werden bevorzugt auch im Rahmen von Umweltgutachten im automatischen Betrieb eingesetzt.
Die Analyse der Laute erfolgt mittels geeigneter Programme, zu nennen ist hier in erster Linie BatSound Pro. Gebräuchlich ist auch BatScan und die Programme aus der AviSoft-Gruppe. Einige Universitäten entwickeln auch Systeme zur automatischen Bestimmung von Fledermausrufen. Vorreiter sind Dr. Parsons (Neuseeland; vorher Bristol, UK) und Martin Obrist (Schweiz). Eine erste solche verfügbare Software – bcDiscriminator – gab es 2007 für mitteleuropäische Arten.
Unterdessen haben die Forschenden aus der Schweiz einen neuen Fledermausdetektor entwickelt (BATLOGGER). Dieser erleichtert die Beobachtung und Artbestimmung von Fledermäusen erheblich. Neben der Aufnahme und Speicherung der Rufe werden jedem Ruf Informationen wie Ort oder Temperatur hinterlegt. Ein ergänzendes Kompendium (BatEcho) ermöglicht, Referenzaufnahmen zu hören und auf weiterführende Informationen zuzugreifen. Für die konsistente Ablage der aufgenommenen Daten wurde eigens eine Software entwickelt (BatScope).

## Einsatz bei Windkraftanlagen
Im sogenannten Gondelmonitoring werden spezielle Fledermausdetektoren eingesetzt, die über einen längeren Zeitraum (mehrere Monate) die Fledermausaktivität in Nabenhöhe von Windkraftanlagen erfassen. Die erfasste Fledermausaktivität kann nachher zur Berechnung der Aufenthaltswahrscheinlichkeit von Fledermäusen im Rotorbereich genutzt werden.